# George G. Grădinar
George G. Grădinar (n. 1870 – d. 29 februarie 1940, Brașov) a participat ca delegat la Marea Adunare Națională de la Alba Iulia, organismul legislativ reprezentativ al „tuturor românilor din Transilvania, Banat și Țara Ungurească”, cel care a adoptat hotărârea privind Unirea Transilvaniei cu România, la 1 decembrie 1918.:p. 137

## Activitatea politică

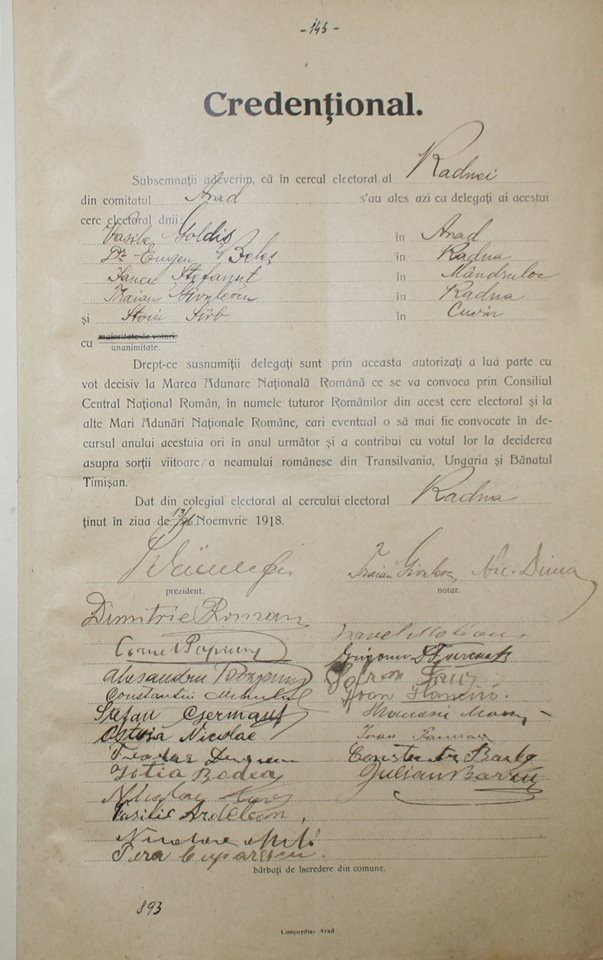
Credențional

Înainte de 1918 a fost președinte al organizației Brașov a P.S.D din Ungaria (din 1910). A fost și membru al Comitetului Central al P.S.D., ales la Congresul al VI-lea.:p. 137
La 1918 a fost ales membru al Consiliului Militar Român, constituit în noiembrie la Budapesta. A participat la Marea Adunare Națională de la Alba Iulia din 1 decembrie 1918 ca delegat al Secției Române a P.S.D. din Brașov. A fost și membru al Marelui Sfat Național Român, constituit la Alba Iulia în 2 decembrie 1918.:p. 137